# Саип-Назаров, Райм Кошанович
Райм Кошанович Саип-Назаров (5 июня 1923 — 14 февраля 1945) — командир отделения 447-й отдельной разведывательной роты 385-й стрелковой дивизии 49-й армии 2-го Белорусского фронта, старший сержант, участник Великой Отечественной войны, полный кавалер ордена Славы, член КПСС с 1944 года.

## Биография
Родился 5 июня 1923 года в ауле, ныне городе Шуманай республики Каракалпакстан  в семье крестьянина. Каракалпак. 
Окончил 7 классов. Работал в колхозе имени Ленина. В январе 1940 года был призван в Красную Армию Ходжелинским райвоенкоматом. Более полугода проходил подготовку в запасном артиллерийском полку Приволжского военного округа.

### В годы Великой Отечественной войны
С августа 1942 года участвовал в боях с захватчиками на Воронежском фронте. Боевой путь начала командиром минометного расчета 748-го стрелкового полка 206-й стрелковой дивизии. 12 марта 1943 года ранен в районе города Белгорода. В октябре 1943 года в боях на Заднепровском плацдарме был тяжело ранен. Шесть месяцев провел в госпитале в городе Загорск (ныне - Сергиев Посад) Московской области. После выздоровления в апреле 1944 года направлен на 2-й Белорусский фронт. Сначала был зачислен в 7-й запасной артиллерийский полк, через месяц направлен в 385-ю стрелковую дивизию. Здесь из артиллеристов был переведен в дивизионную разведку.
В ночь на 27 июня 1944 года разведчик 447-й отдельной разведывательной роты 385-й стрелковой дивизии 49-й армии 2-го Белорусского фронта старший сержант Саип-Назаров находясь в группе разведчиков, одним из первых ворвался в деревню Лыково, ныне Могилёвского района Могилёвской области Белоруссия и в завязавшемся бою уничтожил 2 пулеметные точки. Преследуя отступающего противника, разведчики на переправе через реку Днепр уничтожили несколько гитлеровцев, двоих взяли в плен.
12 июля 1944 года приказом по 385-й стрелковой дивизии № 046/н награждён орденом Славы 3-й степени.
В ночь на 4 августа 1944 года во время поиска близ населенного пункта Милевске (25 км северо-западнее города Белосток, Польша) находясь в группе захвата, первым бросился в траншею противника, огнём из автомата сразил расчет пулемета, одного гитлеровца захватил в плен.
14 сентября 1944 года приказом по 49-й армии № 98 награждён орденом Славы 2-й степени.
В ночь на 10 октября 1944 года командир отделения старший сержант Саип-Назаров в р-не юж. нас. пункта Розчиха (3 км северо-восточнее города Остроленка, Польша), преодолев с разведчиками реку Нарев, и ворвавшись в окопы противника вступил в рукопашную схватку с вражеским пулеметчиком пытаясь захватить его в плен, находившийся рядом немецкий солдат кинул в него гранату, несмотря на полученное в схватке осколочное ранение в голову и спину Саип-Назаров продолжал смертельную борьбу с пулеметчиком, который с помощью подоспевших товарищей Саип-Назарова был захвачен в плен и доставлен в расположение дивизии, где дал исключительно важные и ценные сведения необходимые советскому командованию. За образцовое выполнение задания командования был представлен к ордену Славы 1-й степени.
12 октября 1944 года за образцовое выполнение задания командования был представлен к ордену Славы 1-й степени.
В ночь на 12 января 1945 года вышел с руководимой им разведгруппой на задание по захвату контрольного пленного, в рамках запланированного на 13 января наступления наших войск (Восточно-Прусская операция) недалеко от города Остроленка (ныне Мазовецкое воеводство, Польша) вместе со своей группой по зыбкому льду переправился через реку Нарев и вплотную приблизился к боевому охранению противника, в результате завязавшегося боя его группой захвата уничтожено четыре немецких солдата, а один захвачен в плен и доставлен в штаб дивизии.
19 января 1945 года приказом по 385-й стрелковой дивизии № 04/н награждён орденом Красной Звезды.
14 февраля 1945 года помощник командира взвода 447-й отдельной разведывательной роты 385-й стрелковой дивизии старший сержант Саип-Назаров погиб в бою при прорыве к городу Черск ныне Куявско-Поморского воеводства Польша.
Похоронен в местечке Гжибек (польск.Grzybek), недалеко от деревни Оши (польск.Osie) Быдгощское, ныне Куявско-Поморское воеводство, Польша.
Указом Президиума Верховного Совета СССР от 24 марта 1945 года за мужество, отвагу и бесстрашие, проявленные в боях с гитлеровскими захватчиками старший сержант Саип-Назаров награждён орденом Славы 1-й степени (посмертно).

## Награды
- орден Красной Звезды (19 января 1945)[4]
- орден Славы I степени (24 марта 1945)[5]
- Орден Славы 2-й степени (№ 3095)[6] (14 сентября 1944)
- Орден Славы 3-й степени (12 июля 1944)[7]